# Jan Desmarets
Jan Desmarets (Ieper, 21 januari 1961) is een Vlaams beeldhouwer
Desmarets werd geboren in Ieper. Hij bracht zijn jeugd door in Wervik. Hij studeerde beeldhouwkunst aan de Koninklijke Academie voor Schone Kunsten te Gent.
Jef Vermassen typeert deze Vlaamse beeldhouwer als volgt: Hij is begeesterd door de immense kracht, de intense schoonheid en de sensuele lenigheid van bepaalde dieren en mensen dat hij niet anders kan dan zijn eigen intensieve kracht aan te wenden om wat in zijn geest is ontsproten te uiten in zijn kunstcreaties en echt tot leven te brengen.
In 2003 kreeg hij de opdracht van de toenmalig premier van België  Guy Verhofstadt om het huwelijkscadeau voor Prins Laurent en Prinses Claire te maken.

## Werk in de publieke ruimte (selectie)
- springende hond - Charleroi
- Ros Beiaard - Dendermonde
- Paardenkracht - Hasselt

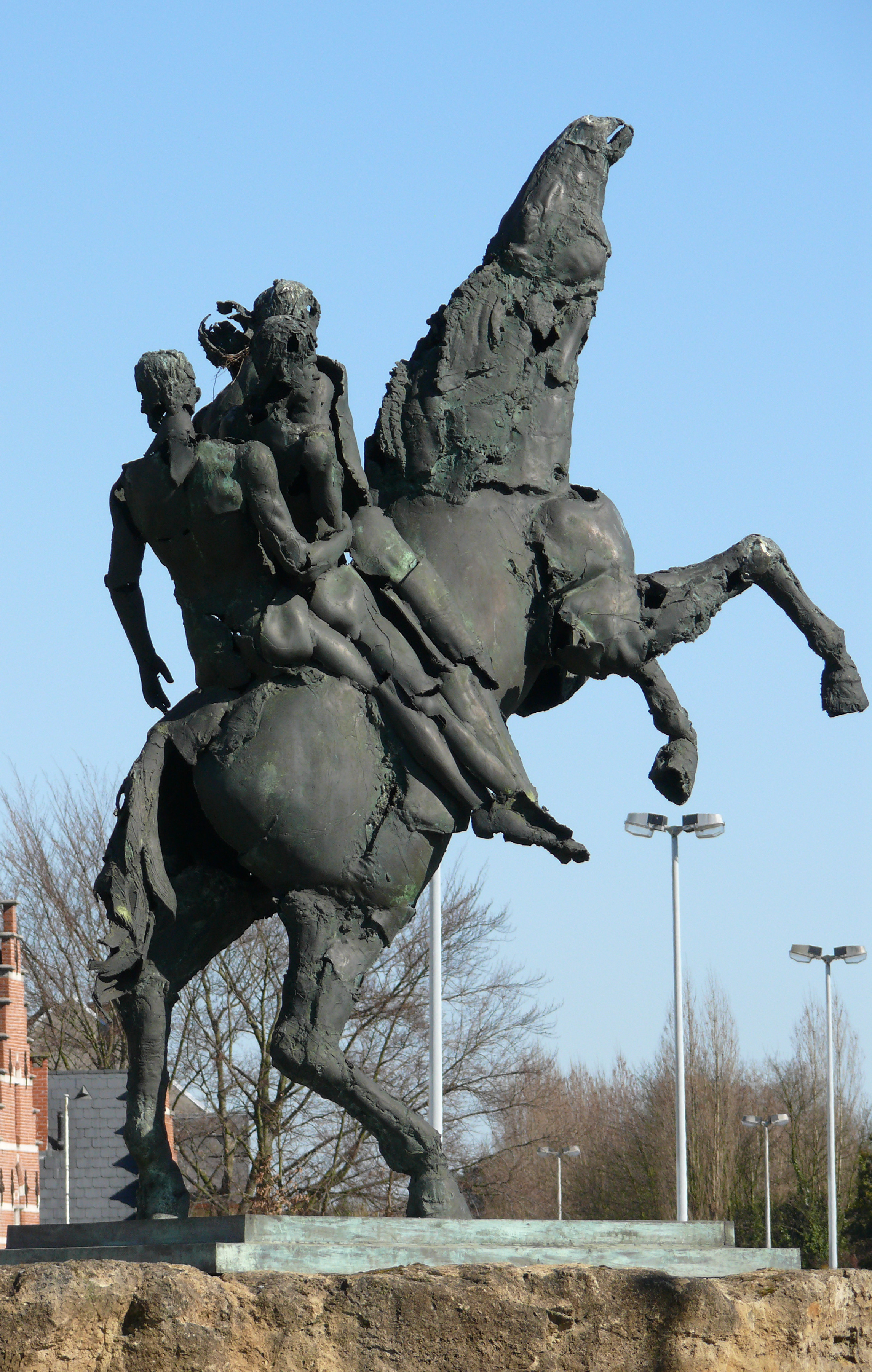
Standbeeld van het Ros Beiaard - Dendermonde

- Den dikken van Sesjans - Hemelveerdegem
- Gratie - Kaprijke
- Mensentoren - Maaseik
- Trouw - Maarkedal
- Kwispel - Vilvoorde
- Waregem Koerse - Waregem

Werk van Desmarets is ook te zien in Nederland (Steigerend Ros in Susteren) en in Duitsland (De Paardenhandelaar in Neuenhaus). Werk van Desmarets werd onder meer buiten België geëxposeerd in Nederland, Zweden, Denemarken en Frankrijk.